# سیارک ۴۸۹۱
سیارک ۴۸۹۱ (به انگلیسی: 4891 Blaga، نامگذاری:1984GR) چهار هزار و هشتصد و نود و یکمین سیارک کشف شده‌است که در ۴ آوریل ۱۹۸۴ کشف شد.
قدر مطلق سیارک برابر ۱۲٫۰۰ است.